# Louis Zoepffel
 (mai 2025).
Louis Zoepffel est un homme politique français né le 1er septembre 1745 à Strasbourg (Bas-Rhin) et mort le 10 novembre 1822 au même lieu.

## Biographie
Avocat au conseil souverain d'Alsace en 1766, il est conseiller au grand Sénat de Strasbourg en 1772, substitut au greffe de cette institution puis greffier en chef en 1777. Juge au tribunal de district de Strasbourg en 1790, puis au tribunal civil du Bas-Rhin en 1800, il est président du tribunal de Strasbourg en 1807. Il est député du Bas-Rhin de 1808 à 1813, puis de 1814 à 1815, sous la Première Restauration.

## Sources
- « Louis Zoepffel », dans Adolphe Robert et Gaston Cougny, Dictionnaire des parlementaires français, Edgar Bourloton, 1889-1891 [détail de l’édition]